# Žak Eržen
Žak Eržen (Novo mesto, 19 oktober 2005) is een Sloveens wielrenner die in 2025 prof werd bij Bahrain Victorious. Zijn vader Milan was ook wielrenner en werd na zijn actieve carrière directeur bij diezelfde ploeg.

## Carrière
Als eerstejaars junior werd Eržen onder meer vijfde in Nokere Koerse. Op het Europese kampioenschap werd hij negende in de wegwedstrijd. De wegwedstrijd op het wereldkampioenschap reed hij niet uit. Eind februari 2023, aan het begin van zijn tweede seizoen als junior, werd Eržen tweede in Kuurne-Brussel-Kuurne. Twee weken later werd hij derde in Nokere Koerse. In de wegwedstrijd op het wereldkampioenschap werd hij negende. Een maand later werd hij, achter zijn landgenoot Anže Ravbar en Matys Grisel, tweede in de wegwedstrijd op het Europese kampioenschap. Tussen de kampioenschappen in had Eržen zijn eerste profcontract bij Bahrain Victorious, waar zijn vader de directeur was, getekend. Hij zou eerst een jaar bij de opleidingsploeg rijden, alvorens hij in 2025 de overstap zou maken naar de profploeg.
In 2024 maakte Eržen zoals afgesproken de overstap van de juniorenploeg van Adria Mobil naar CTF Victorious. Vroeg in het seizoen behaalde hij enkele ereplaatsen in het Italiaanse amateurcircuit, waarna hij een reeks Sloveense eendagskoersen betwistte. In de GP Slovenian Istria eindigde hij op de zesde plek. Twee dagen later werd hij twaalfde in de deels over Italiaanse wegen verreden GP Brda-Collio. In de GP Adria Mobil won Eržen de massasprint, voor Jakub Mareczko en Simone Buda, wat zijn eerste zege op UCI-niveau betekende.
In 2025 maakte Eržen de overstap naar de hoofdmacht van Bahrain Victorious. Zijn debuut voor de ploeg maakte hij eind januari in de Ronde van AlUla.

## Overwinningen
2024
GP Adria Mobil
2025
I feel Slovenia VN Adria Mobil
Circuito del Porto-Trofeo Internazionale Arvedi

## Ploegen
- 2024 –  CTF Victorious
- 2025 –  Bahrain Victorious

Arndt · Bauhaus · Bilbao · Bruttomesso · Buitrago · Buratti · Caruso · Ermakov · Eržen · Eulálio · Govekar · Gradek · Haig · Kepplinger · Martinez · Miholjević · Mohorič · Paasschens · Pasqualon · Pickering · Skerl · Stannard · Stockwell · Tiberi · Træen · Tu · van der Meulen · Van Mechelen · Wright · Zambanini